# Paso de Dochula
El paso de Dochula es un puerto de montaña en la cordillera del Himalaya, ubicado en la carretera entre Timbu y Punakha (Bután), donde Dorji Wangmo, esposa del cuarto rey butanés, mandó a construir 108 chörtens. Aparte de los chörtens, se construyó el lhakhang (templo) Druk Wangyal en honor del cuarto Druk Gyalpo; el terreno abierto en su patio delantero da lugar al festival anual Dochula Druk Wangyel. Junto al puerto se encuentra el primer Parque Botánico Real del país.

## Geografía

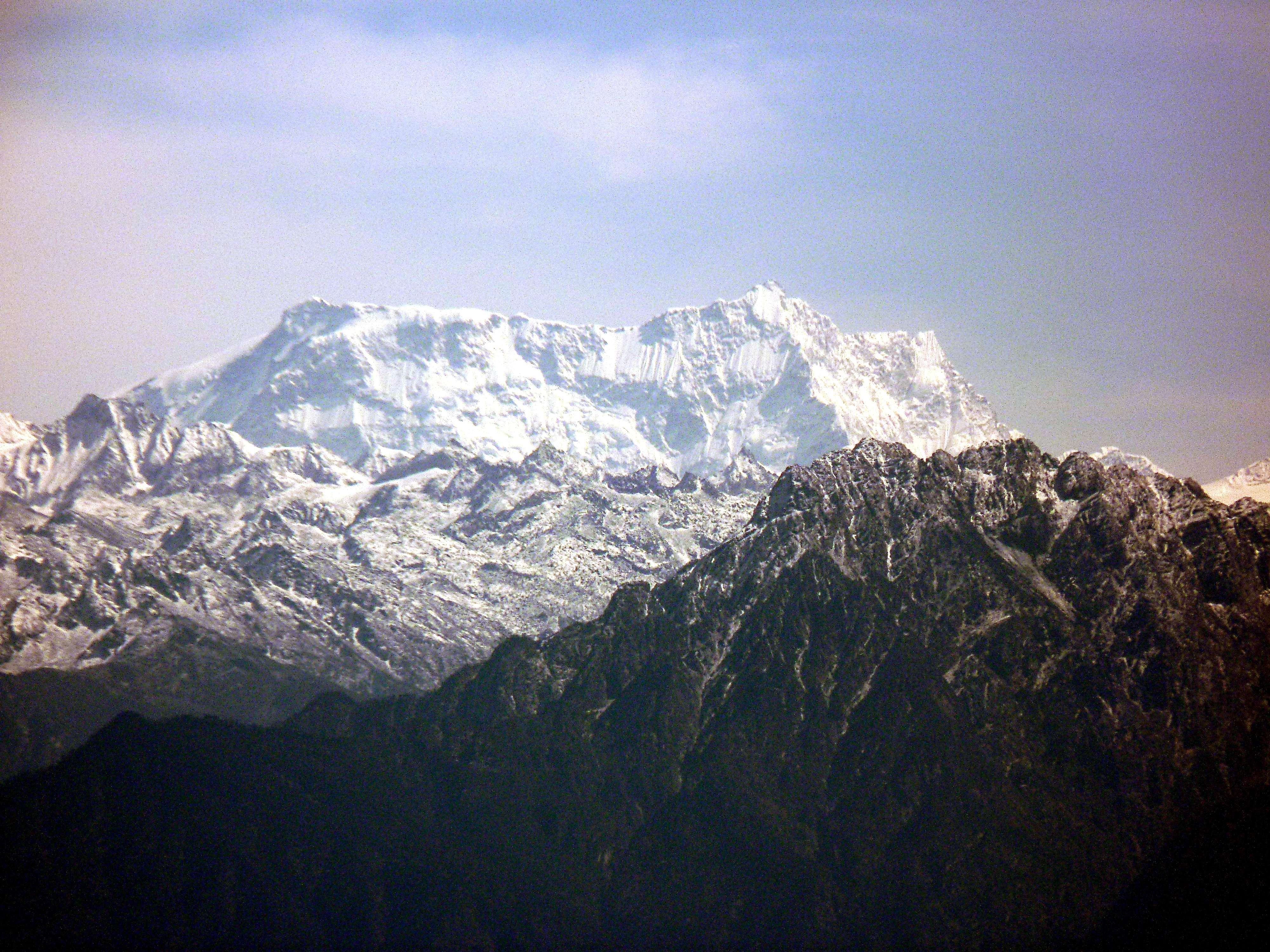
El Gangkhar Puensum visto desde el paso de Dochula.

El paso está ubicado a una altitud de 3100 metros, mientras que otras fuentes mencionan 3150 metros, en la carretera este-oeste desde Timbu a Punakha en el Himalaya oriental. Al este del paso, los picos nevados de las montañas himalayas se ven de manera prominente; entre ellos se encuentra el Gangkhar Puensum, que con 7158 metros es el pico más alto de Bután. El camino al este del paso tiene una pendiente empinada y luego gira a la izquierda hacia el valle de Punakha y hasta su dzong, que se encuentra en la confluencia de dos ríos. Más al este, la carretera llega a Wangdue Phodrang. Pese a que el clima en el paso generalmente permanece brumoso y frío, entre octubre y febrero se pueden ver vistas panorámicas del Himalaya butanés.

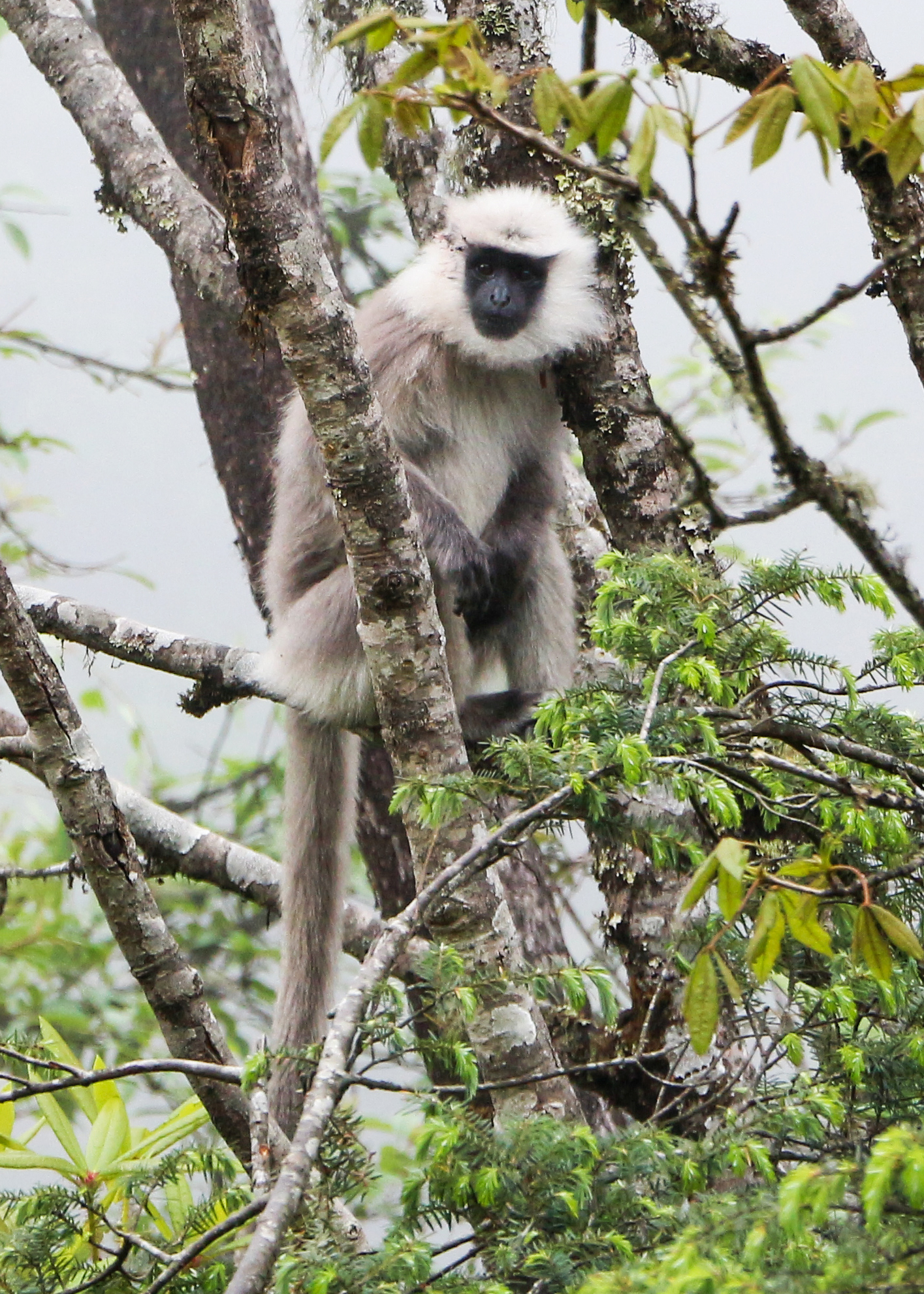
Un langur gris de Nepal cerca del paso.

La cubierta forestal en las laderas del paso está formada por cipreses y banderas religiosas colocadas por el pueblo budista como símbolo de veneración. Estas banderas están inscritas con oraciones para marcar el comienzo de la prosperidad y paz en todo el país. Después del festival Losar en febrero, que marca el Año Nuevo de Bután, y mientras la nieve se derrite, el paso alberga muchas especies de flores como Primula denticulata, Primula bracteosa, y en el mes siguiente los rododendros florecen en abundancia. Magnolia campbellii también florece en el paso durante este período. Otra planta fragante es la Daphne; la corteza de esta planta se utiliza para hacer papel tradicional utilizado para escrituras religiosas, ya que no contiene termitas.

## Monumentos

### ChörtensDruk Wangyal Khang Zhang

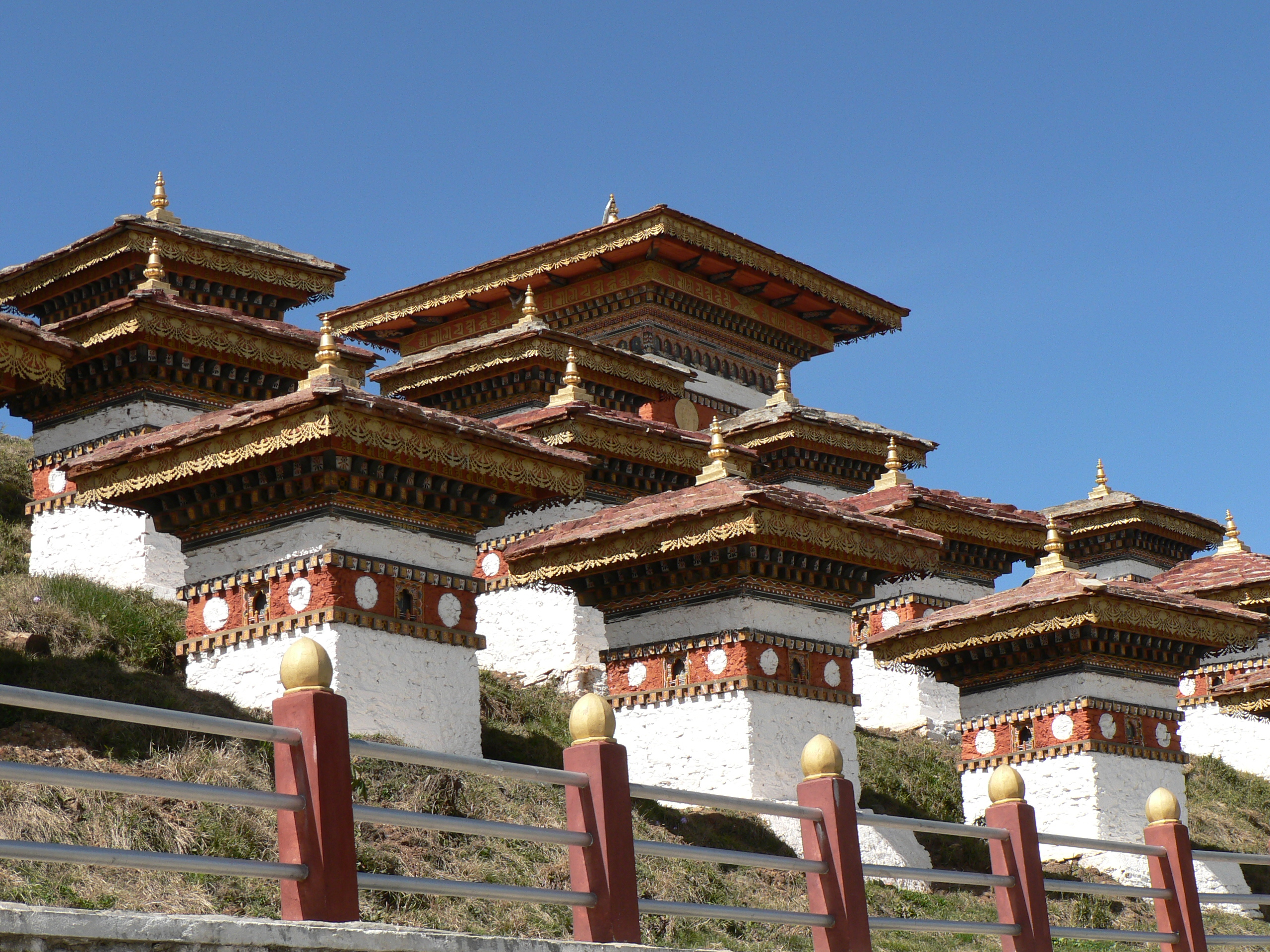
Alguno de los 108 chörtens del puerto de montaña.

Bajo el patrocinio de Dorji Wangmo se levantaron los 108 chörtens Druk Wangyal Khang Zhang de banda roja o khangzang, construidos en un montículo central en el paso. En el idioma local se les llama chörtens de la victoria. Estos fueron construidos como un monumento en honor a los soldados butaneses que murieron en la batalla de diciembre de 2003 contra los insurgentes de Assam de la India. En particular, marca la victoria del rey Jigme Singye Wangchuck, quien desalojó a los rebeldes de sus campamentos en territorio de Bután desde donde atacaron el territorio indio. Después de la guerra, el rey regresó a Timbu el 28 de diciembre de 2003, mientras se estaban construyendo los 108 chörtens. Se completaron a mediados de junio de 2004 y se consagraron y santificaron formalmente con ritos religiosos celebrados del 19 al 20 de junio.
Las chörtens están situados en tres capas: la primera capa del nivel más bajo tiene cuarenta y cinco chörtens, la segunda treinta y seis y la capa superior presenta veintisiete, construidos alrededor del chörten principal. La construcción de estos se realizó según los procedimientos rituales ordenados por la religión, y cuando la altura de los chörtens alcanzó 1 m, se excavó un hoyo en el suelo en el centro, y simbólicamente se colocaron ofrendas de granos y utensilios de bronce llenos de mantequilla en el agujero. En la siguiente etapa, a medida que aumentaba la altura de los chörtens, se enterraban imágenes de dioses budistas hechos de arcilla rellenos de papeles con inscripciones de oraciones. En la siguiente fase, considerada la «vital», se llevó a cabo la fijación del sokshing, «el árbol de la vida del chörten». El sokshing, que se cree que proporciona un vínculo entre el cielo y la tierra dentro de un chörten, tiene la forma de un largo poste de madera cuadrado hecho de un enebro manufacturado por un individuo que tiene las cualidades apropiadas desde un punto de vista astrológico. El poste es pintado en color rojo e inscrito con himnos sagrados y adornado con parafernalia religiosa como imágenes doradas de dioses, campanas de oración, pequeñas estupas de arcilla y también piedras preciosas y joyas. El sokshing se envolvió luego con tela de seda y luego se fijó en el chörten.

### LhakhangDruk Wangyal

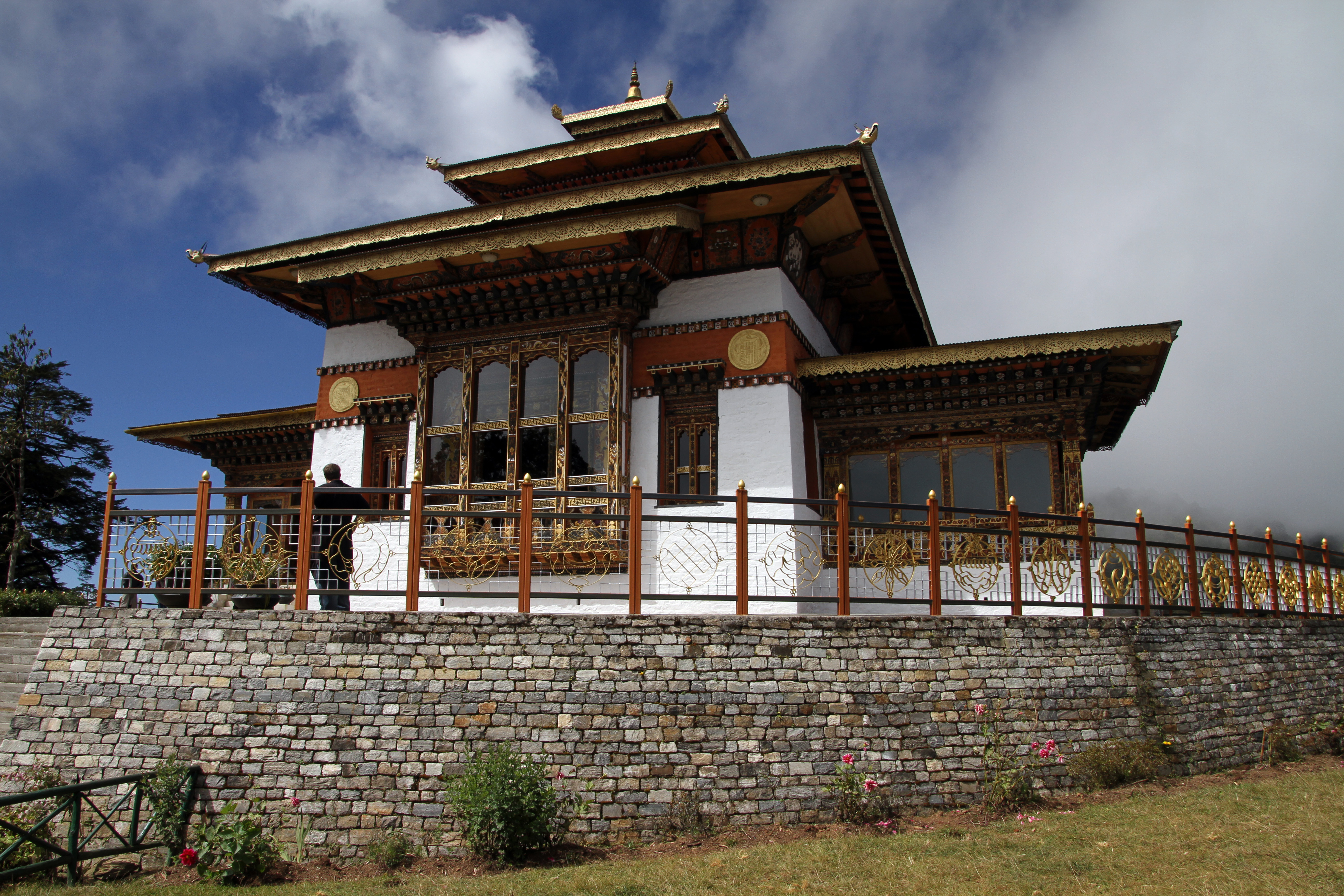
El templo Druk Wangyal.

Después de completar los chörtens, la construcción de un templo conocido como Druk Wangyel se inició y finalizó en junio de 2008. Se construyó como un monumento para celebrar los 100 años de la monarquía en Bután. Pinturas sobre temas de la historia del reino decoran las paredes del templo. Algunas de las pinturas se relacionan con el cuarto rey luchando contra rebeldes indios en el bosque, monjes con computadora portátil y un avión de Druk Air.